# Anxiolytika
Anxiolytika är en medicinsk term som betyder "ångestdämpande medel". Många anxiolytika fungerar också som sedativa och hypnotika.

## Anxiolytika
- Alprazolam
- Diazepam
- Lorazepam
- Midazolam
- Oxazepam